# Tormes
Tormes är ett vattendrag i Spanien. Det ligger i den nordvästra delen av landet.